# نارک (فراشبند)
نارک (فراشبند)، روستایی از توابع بخش مرکزی شهرستان فراشبند در استان فارس ایران است.

## جمعیت
این روستا در دهستان نوجین قرار دارد و براساس سرشماری مرکز آمار ایران در سال ۱۳۸۵، جمعیت آن ۱۹۵ نفر (۵۳خانوار) بوده‌است.